# Ранганатан, Шиали Рамамрита
Шиали Рамамрита Ранганатан (там. சீர்காழி இராமாமிருதம் அரங்கநாதன், хинди शियाली राममृत रंगनाथन, англ. Shiyali Ramamrita Ranganathan; 12 августа 1892 — 27 сентября 1972) — индийский библиотековед и математик, деятель в области информации и книговедения. Доктор литературы и математики, профессор. Яркий представитель аналитико-синтетического подхода в библиотечно-информационной науке.
Окончил Христианский колледж в Мадрасе и Педагогический колледж в Сайдапети (Индия), Высшую библиотечную школу в Лондоне. Начал свой путь с должности преподавателя математики в Мадрасском университете. В 1924 году возглавил библиотеку этого университета. Был директором других университетских библиотек (в Бенаресе, Дели, Бангалоре). Одновременно руководил созданным по его инициативе библиотечным журналом, высшей библиотечной школой и библиотечной ассоциацией.
Основные работы — «Пролегомены библиотечной классификации», «Пять законов библиотечной науки», «Библиотечная классификация», «Теория каталогизации» — отличаются оригинальностью изложения материала, профессиональным освещением и решением рассматриваемых в них проблем.
Его «Пять законов библиотечной науки» (1931) являются классикой литературы библиотековедения и остаются актуальными и сегодня. Эти положения кратко представляют идеальное обслуживание и философию организации большинства библиотек настоящего.
Создал теорию фасетной классификации, реализованную в его «Классификации двоеточием» (1933), что повлияло на развитие библиотечных классификаций.
В 1930 году предложил проект закона о публичных библиотеках, который в 1948 году был принят в штате Мадрас, а затем в других штатах.
Значительным является вклад Ш. Р. Ранганатана в библиотечное образование. Он был организатором нескольких международных школ, его учебные курсы проходили в библиотечных заведениях Великобритании, Дании, Канаде, Норвегии, Польше, США, Германии, Японии.